# Oud-Griekse cultuur
De oud-Griekse culturen ontstonden duizenden jaren geleden in de regio waar nu onder andere het land Griekenland ligt en ontwikkelde zich uit oudere beschavingen als de Aegeïsche beschaving en bleef bestaan totdat ze opging in de hellenistische cultuur waarin ze zou blijven verderleven en ook de Romeinse cultuur zou beïnvloeden. Ze legde ook de basis voor de Byzantijnse en de moderne Griekse cultuur en was mede bepalend voor het huidige maatschappelijke leven in heel Europa.

## Maatschappij

### Huwelijk

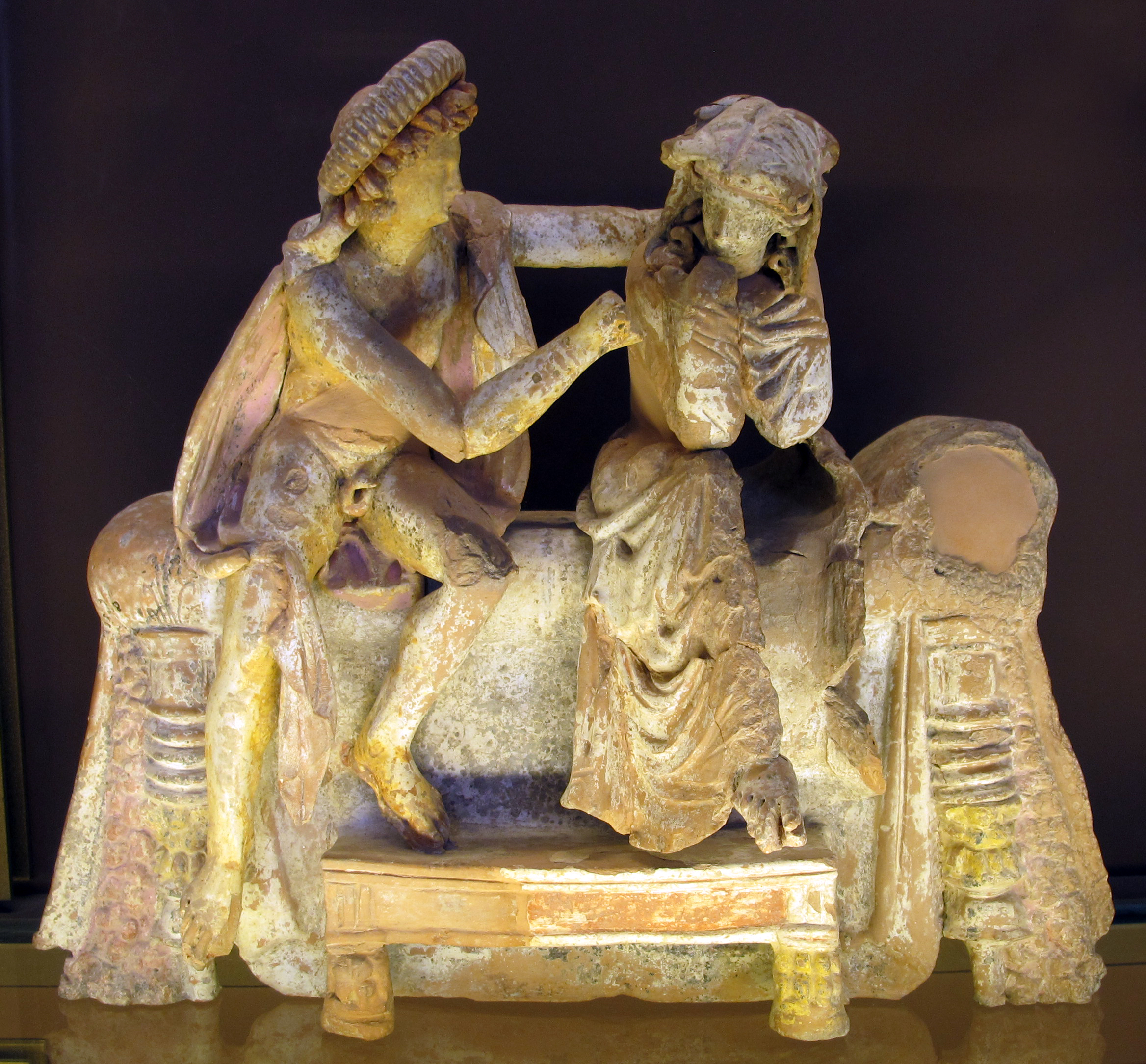
De anakalypsis: de echtgenoot ontsluiert zijn pasgehuwde echtgenote in de bruidkamer (terracotta figurien, 150–100 v.Chr., Myrina, Louvre).

Het oud-Griekse huwelijk (Oudgrieks: γάμος / gámos) was een monogame verbintenis tussen man en vrouw in het oude Griekenland.

### Slavernij
Tot ongeveer 500 v.Chr. was slavernij een vrij marginaal gegeven in het oude Griekenland. De meeste slaven waren van niet-Griekse oorsprong en kwamen uit Klein-Azië. Men kon slaaf worden door oorlog, geboorte, schuld en als straf.

## Dagelijkse leven

### Stad
Het huis (Oudgrieks: οἰκος / oikos) was de woning van de burgers van een polis.

### Eten en drinken
De Grieken aten drie maaltijden per dag:
1. het eerste ontbijt, acratisma, dat bestond uit brood dat in ongemengde wijn gedompeld werd;
2. het tweede ontbijt of lunch, ariston, gegeten rond middag, bestond uit warme gerechten;
3. de hoofdmaaltijd,  deipnon, die voor zonsondergang werd genuttigd.

Een andere benadering kent de volgende volgorde:
1. Het ontbijt, "ariston", bestaande uit brood in ongemengde wijn gedompeld met vijgen;
2. De lunch, "deipnon", bestaande uit warme gerechten;
3. Het avondeten, "dorpon", Soms eindigde dit in een Symposia, drinkgelag.

### Kleding
De Grieken droegen onder andere chitons, clamytes of peploi.

## Leger
Het oud-Griekse leger mag niet gezien worden als het leger van één territoriale staat. Integendeel, want elke Griekse polis bezat haar eigen leger en deze legers vochten de onderlinge strijd tussen de Grieken uit. Maar daarnaast verenigden de Grieken zich ook in militaire verbonden zoals de Peloponnesische Bond of Delisch-Attische Zeebond. Ook de oorlogstechnieken van de verschillende poleis geleek erg op elkaar, zij het dat sommige poleis erin slaagden op een bepaald vlak van de oorlogsvoering de andere poleis voor te blijven.

## Recht
Het oud-Grieks recht verschilde van polis (πόλις: "stad") tot polis, maar was altijd een vorm van positief recht gebaseerd op eenzelfde juridisch denken en dezelfde principes. Bovendien werden wetgevingen (onder andere die van Charondas van Katane) soms bewust overgenomen door andere poleis. Ook bestonden er wederzijdse ontleningen op kleinere schaal, vooral dan op het gebied van handelsrecht. Door het prestige van Athene oefende het Attisch recht een belangrijke invloed uit op het recht van de poleis. We hebben spijtig genoeg slechts fragmentarisch bewaarde bronnen van oud-Grieks recht met uitzondering van het recht van Gortyn op Kreta (5e eeuw v.Chr.) en het Attisch recht (verschillende bronnen; 4e eeuw v.Chr.). Vooral de oud-Griekse rechtsfilosofie heeft haar stempel gedrukt op ons hedendaags recht, daar het oud-Grieks recht zelf zou vervangen worden door het beter ontwikkeld Romeins recht.

## Politiek

### Depolis

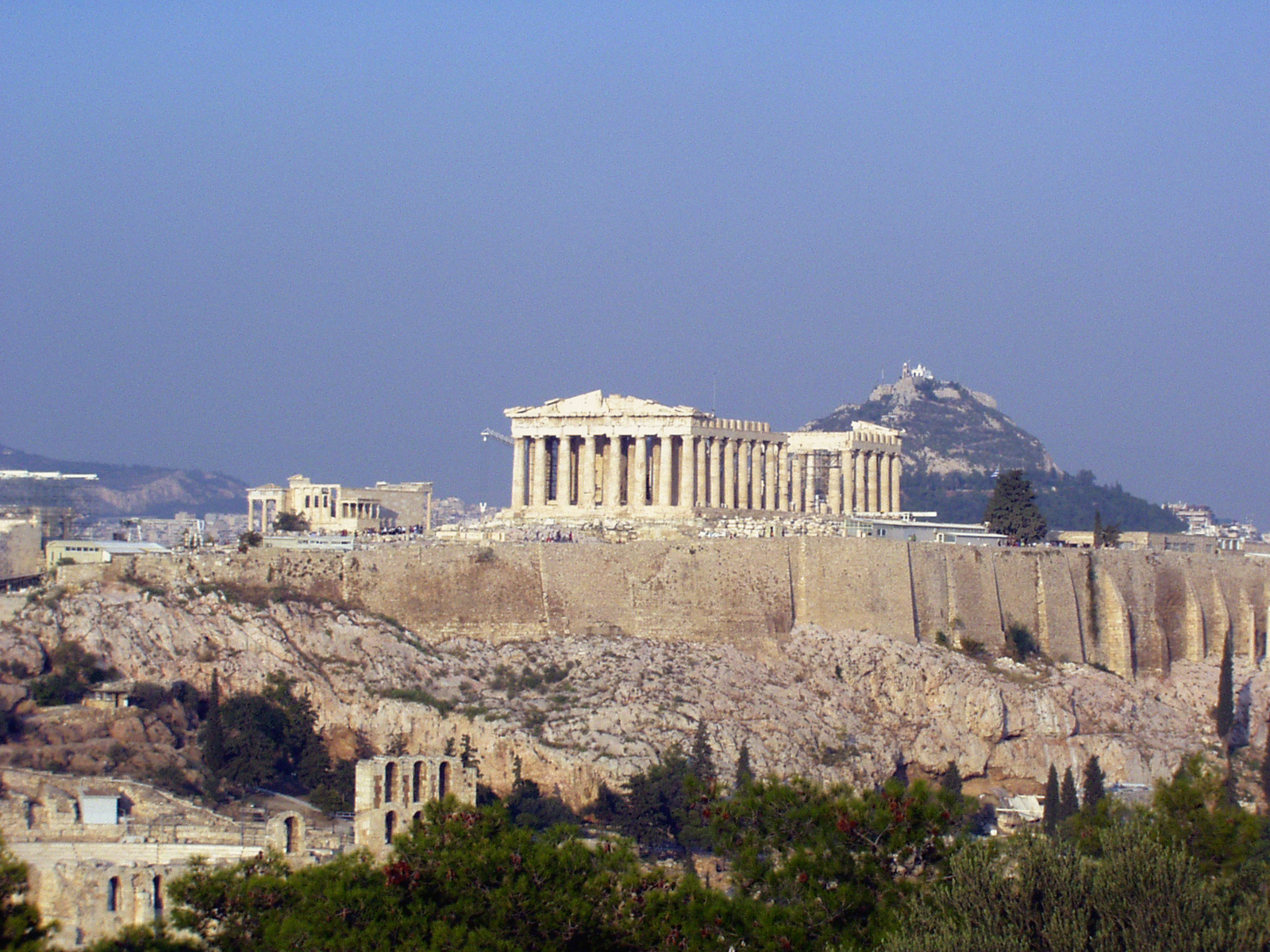
De akropolis van Athene.

Een polis (Oudgrieks: ἡ πόλίς / hê pólís (oorspr.: burcht); mv.: αἱ πόλεις / hai póleis) is een term, door de Grieken gebruikt voor zowel een socio-politiek gegeven, een socio-geografisch gegeven als voor een burcht (de oorspronkelijke betekenis). Deze drie kunnen ook worden weergegeven door de Oudgriekse termen ἡ κοινωνία ("burgergemeenschap"), τό ἄστυ ("de stad") en ἡ ἀκρόπολις ("burcht"). De staatsvorm zou ontstaan door de stabielere situatie in het oude Griekenland na de troebelen rond 1000 v.Chr.. Door de betrekkelijke vrede die er heerste, de onderlinge handel en de bevolkingstoename werd het noodzakelijk om een beter georganiseerde staatsvorm te ontwikkelen dan de toenmalige op familiebanden gebaseerde maatschappij.

### Dekoinon
Koinon (Oudgrieks: Κοινον; gemeenschap, bond) is in het oude Griekenland een politieke organisatievorm. Het gaat hier of om een aaneensluiting van onafhankelijke poleis of om ethnoi in afgelegenere gebieden, waar de polis niet de overheersende vorm van samenleven was. Ten slotte betekent koinon menigmaal ook een gemeenschap, die op de een of andere manier deelnam aan het politieke leven, en zeker in het bijzonder dan, wanneer het niet om burgers van een polis ging. Zo was er bijvoorbeeld een "koinon van de Makedoniërs" (Κοινον Μακεδόνων). Dit was de gemeenschap van de vrije Makedoniërs, die in de staat tegenover de monarchen stonden en, naargelang de machtsverhoudingen, meer of minder invloed op de politiek konden hebben, bijvoorbeeld, wanneer ze door de koning voor een volksvergadering werden bijeengeroepen.

### Democratie
In de oud-Griekse cultuur werd de democratie voor het eerst gezien in Athene. Men mocht stemmen voor alle beslissingen, ze hadden niet zoals nu volksvertegenwoordigers.
Alleen vrije mannen uit Athene mochten gaan stemmen.

## Economie
Landbouw was in het oude Griekenland een leidende industrie, ten minste vanaf de tijd van Homerus. De grond was moeilijk te bewerken. Er waren weinig vruchtbare vlaktes in verhouding tot de bevolking en bergen en rotsachtige gronden domineerden in het Griekse landschap. Maar begunstigd door een mild klimaat, werd landbouw bijna overal voortgezet met een ijver die door de noden van een dichte bevolkingsdichtheid werd gestimuleerd. Dat het werd beschouwd als de basis van heel het sociale leven, wordt gestaafd door het feit dat haar godin Demeter ook over het huwelijk en het recht toezicht hield. Het werd op als de eerbare weg gezien om in zijn levensonderhoud te voorzien. Het werd door de kunstmatige terrassen naar de hoogste top van de Peloponnesos gebracht, waar elk stukje cultiveerbare grond werd klaargemaakt om gewassen op te leveren, zoals vandaag de dag nog kan worden opgemaakt uit de kunstmatige terrassen op elke steile berghelling. Er werd veel zorg besteed aan irrigatie. Het schaarse water werd door kunstmatige middelen aangevuld; er werden voorzorgen genomen tegen de onregelmatige lawines door het indammen en regelen van de natuurlijke afvoerkanalen, terwijl vochtige landen gekanaliseerd werden en stilstaande water afgevoerd. Water werd overal door sloten en kanalen verdeeld, onder het toezicht van Staatsbeambten; en wetten van oude datum moesten optreden tegen het oneerlijke gebruik van een waterloop dat schade toebracht aan een buur.
Het land werd hoofdzakelijk door slaven en "lijfeigenen" gecultiveerd, hoewel veldarbeid niet schandelijk was voor een vrij man, behalve wanneer de wet en de gebruiken hem verboden zich bezig te houden met elk soort van handenarbeid, zoals in Sparta. In sommige streken, voornamelijk Arcadië, bleef het ouderwetse systeem van iedere man bewerkt eigenhandig zijn veld héél lang in stand gehouden; en zelfs uitstekende staatslieden zoals Philopoemen zou het niet opgeven. Men verbouwde voornamelijk vier soorten graan: tarwe, gerst en twee soorten van spelt, die allen door het Griekse klimaat tweemaal per jaar konden worden geoogst, naast gierst, sesamzaad, verschillende peulvruchten en enkele kruidsoorten als veevoer.

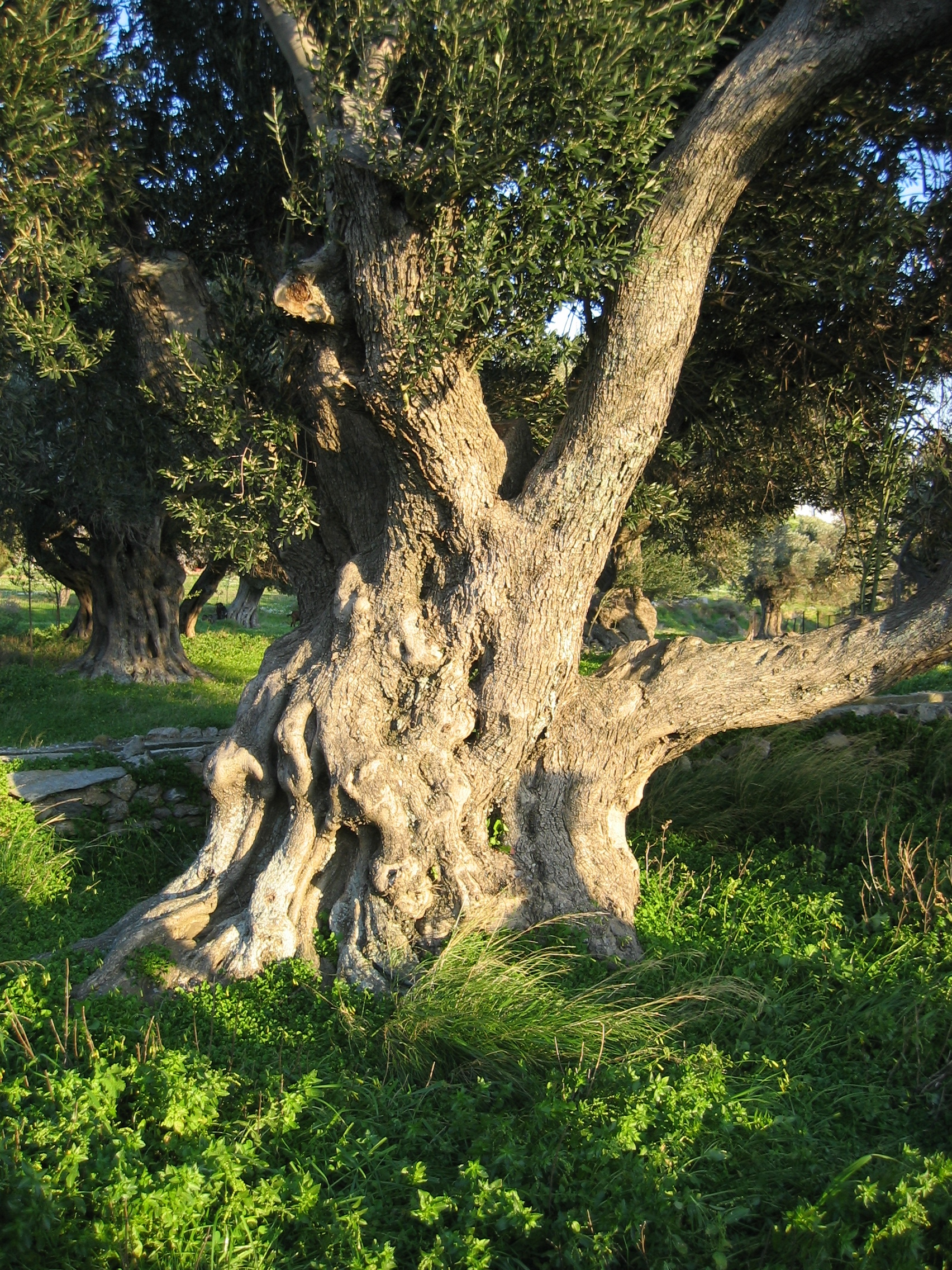
De olijfboom (Carystos in Euboea).

Met niet minder ijver hielden de oude Grieken zich bezig met tuinieren, voornamelijk het cultiveren van wijnstokken. Dit, op het vasteland slechts op kleine schaal gedaan, werd op de eilanden tot een buitengewone omvang ontwikkeld, waarvan de meest, omwille van hun bergachtig karakter, hun inwoners niet van voldoende bebouwbare grond konden voorzien. In het kweken van olijven kon geen enkele andere streek wedijverden met Attika, dat ook de beste vijgen produceerde, de meest gecultiveerde vrucht. Het tuinieren voor eigen keuken werd op de grootste schaal toegepast in Boeotië. Rekening houdend met het enorme verbruik van bloemen in kransen, moet het kweken van deze, vooral dan de roos, lelie, narcis en viooltje, een winstgevende zaak zijn geweest, tenminste in de buurt van grote steden. Het creëren van weides was van bijna geen belang, daar weinige regio's de grond ervoor hadden en als er weides waren deze werden gebruikt om het vee op te laten grazen in plaats van het te hooien.

## Godsdienst

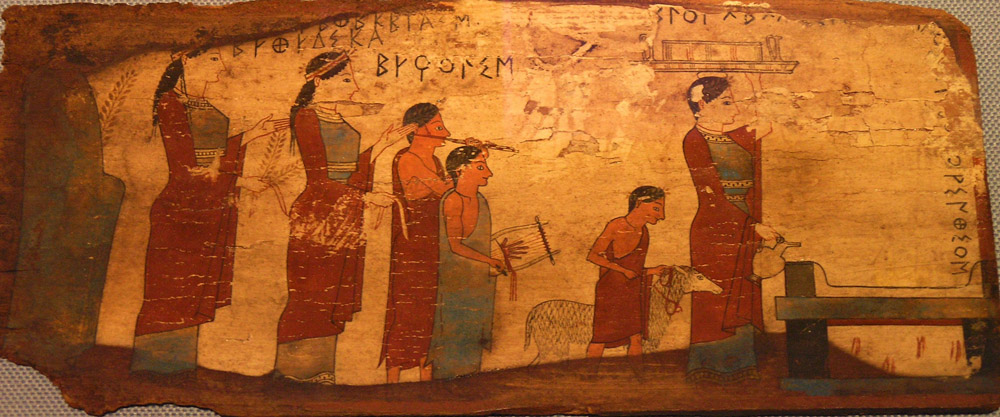
Processie om een schaap te offeren aan de Charites (schilderij op hout, Korinthe, ca. 540-530 v.Chr., Nationaal Archeologisch Museum van Athene).

De oud-Griekse godsdienst was "een religie zonder dogma's, zonder credo en bijna geen priesters, die zich beperkt tot een geheel van culten gebaseerd op min of meer geloofwaardige mythes". Om Édouard des Places verder te citeren: "Zij kent zo weinig eenheid dat men er beter in het meervoud over spreekt."

## Kunst
De kunst van het oude Griekenland had en heeft een enorme invloed op de cultuur van vele landen van oude tijden tot het heden, in het bijzonder op het gebied van beeldhouwwerk en architectuur.
Kunsthistorici definiëren over het algemeen oud-Griekse kunst als kunst die in de Grieks-sprekende wereld werd vervaardigd tussen ongeveer 1050 v.Chr. en 27 v.Chr. De kunst van de Myceense beschaving, die van ongeveer 1500 v.Chr. tot ongeveer 1200 bloeide, wordt hier doorgaans niet onder begrepen: ondanks het feit dat de dragers van de Myceense cultuur Grieks spraken, is er weinig of geen continuïteit tussen deze kunst en de latere Griekse kunst.

## Voetnoten
1. ↑  O. Seyffert, art. agriculture (1), in O. Seyffert, Dictionary of Classical Antiquities, Londen, 1894, pp. 18-19.
2. 1 2  E. Les Places, La Religion grecque: dieux, cultes, rites et sentiment religieux dans la Grèce antique, Parijs, 1969, p. 9.